# 111696 Helenorman
111696 Helenorman è un asteroide della fascia principale. Scoperto nel 2002, presenta un'orbita caratterizzata da un semiasse maggiore pari a 3,0616288 UA e da un'eccentricità di 0,1817983, inclinata di 3,30226° rispetto all'eclittica.
L'asteroide è dedicato a Helen Belton Orman, professore e artista di talento, scomparso nel 2004.